# José Ramón Arteche
José Ramón Arteche (Ferrol, La Coruña, 8 de noviembre de 1952-ibídem, 21 de agosto de 2016) fue un entrenador y futbolista español que jugaba en la demarcación de centrocampista.

## Biografía
Con 18 años debutó como futbolista profesional con el Racing de Ferrol en el último partido de la temporada 1970/71, contra el CD Colonia Moscardó. Permaneció en el club durante nueve temporadas, con el que vivió un ascenso a la tercera categoría del fútbol español en la temporada 1972/73, y ascendiendo de nuevo a la segunda división en la última temporada que jugó en el club. Tras dejar su puesto como futbolista, debutó como entrenador del club en el que vivió su época de jugador, y tras un breve paso por el SD Burela ascendiéndolo a Tercera División, volvió al Racing de Ferrol, que permanecía en segunda división b, para ascenderlo a la segunda división española. También entrenó al CD Ourense, CD Mensajero y al CD Calahorra.
Falleció el 21 de agosto de 2016 en Ferrol, La Coruña, a los 63 años de edad tras sufrir una larga enfermedad.

## Clubes

### Como futbolista
| Club             | País   | Año         | Partidos | Goles |
| ---------------- | ------ | ----------- | -------- | ----- |
| Racing de Ferrol | España | 1970 - 1979 | 185      | 8     |

### Como entrenador
| Club             | País   | Año         |
| ---------------- | ------ | ----------- |
| Racing de Ferrol | España | 1983 - 1985 |
| Racing de Ferrol | España | 1986 - 1987 |
| SD Burela        | España | 1989 - 1990 |
| Racing de Ferrol | España | 1998 - 2000 |
| CD Ourense       | España | 2001        |
| CD Mensajero     | España | 2001 - 2002 |
| CD Calahorra     | España | 2003 - 2004 |

## Palmarés

### Como futbolista

#### Campeonatos nacionales
| Título                       | Club             | País   | Año  |
| ---------------------------- | ---------------- | ------ | ---- |
| Segunda División B de España | Racing de Ferrol | España | 1978 |